# مایکل سیلبربائر
مایکل سیلبربائر (زادهٔ ۷ ژوئیهٔ ۱۹۸۱) بازیکن فوتبال اهل کشور دانمارک است.
وی برای تیم ملی دانمارک ۲۵ بازی انجام داده و ۱ گل به ثمر رسانده‌است. پست تخصصی این بازیکن نیز، هافبک است.